# Tell Schmidt

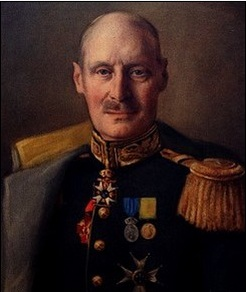
Målning av Tell Schmidt som regementschef för Gotlands infanteriregemente (I 27).

Tell Jakob Schmidt, född den 15 september 1863 i Skogsbo i Longs församling, Skaraborgs län, död 22 juni 1934 i Kungsholms församling, Stockholm, var en svensk militär (generalmajor).
Schmidt var bror till Peter och Sixten Schmidt.

## Biografi
Schmidt blev underlöjtnant vid Västgöta-Dals regemente (I 16) 1885 och studerade på Krigshögskolan 1890 innan han blev löjtnant 1892. Schmidt blev kapten vid generalstaben 1903, generalstabsofficer vid 2:a arméfördelningen 1905–1906, major vid generalstaben 1906 och tjänstgjorde vid Göta livgarde (I 2) 1908. Han var stabschef vid 2:a arméfördelningen 1906–1908 och blev överstelöjtnant vid Dalregementet (I 13) 1910. Schmidt utnämndes till överste i armén och var tillförordnad chef för Vaxholms grenadjärregemente (I 26) 1913, ordinarie 1914–1919 samt chef för Skaraborgs regemente (I 9) och 5:e infanteribrigaden 1919–1922. Schmidt var generalmajor och militärbefälhavare på Gotland 1922–1927 och överfördes till övergångsstat 1928.
Tell Schmidt var son till lantbrukare Sören Anton Schmidt och Vilhelmina Fläderbom. Han gifte sig 1901 med rikslottachefen Viva Maria Charlotta Södergren (1879–1972), dotter till direktör Jesper Södergren och Viva Beckeman.

## Utmärkelser
- Kommendör av 1. klass av Svärdsorden (KSO1kl)[4]
- Riddare av 2. klass av Ryska Sankt Anna-orden (RRS:tAO2kl)[5]
- Gotlands skytteförbunds guldmedalj (Gotl. sfb GM)[2]
- Sveriges landstormsföreningars centralförbunds silvermedalj (Sv l cfb SM)[2]
- Ledamot av Kungliga Krigsvetenskapsakademien (Ledamöter av Kungliga Krigsvetenskapsakademien)[5]